# Cyanoplax cryptica
Cyanoplax cryptica is een keverslakkensoort uit de familie van de Lepidochitonidae. De wetenschappelijke naam van de soort is voor het eerst geldig gepubliceerd in 1974 door Kues.